# Буруанцы

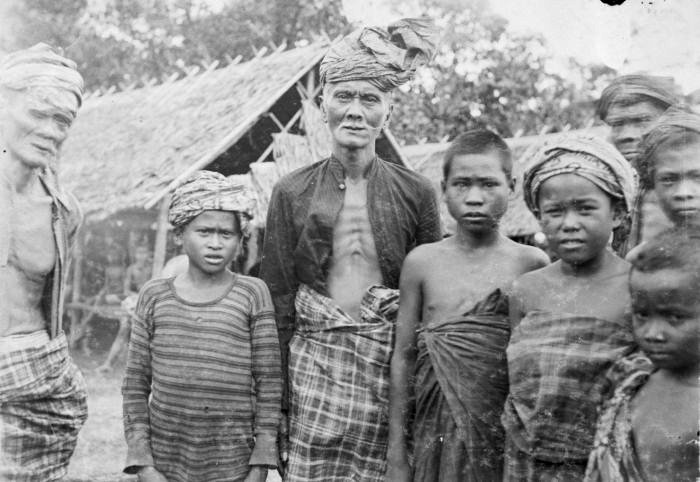
Буруанцы в национальной одежде. Начало XX века

Буруа́нцы, также народ бу́ру (индон. Suku Buru) — народность, проживающая в Индонезии на острове Буру, а также на некоторых других Молуккских островах. Самоназвания — гэбфу́ка, гэбэмли́ар (индон. gebfuka, gebemliar) — буквально «люди земли», «народ земли».
Относятся к восточно-индонезийской антропологической группе. Численность около 48 000 человек. С этнографической точки зрения близки другим коренным народам острова Буру. Родным языком народности является австронезийский буруанский язык.
Неоднородны в религиозном плане: примерно равные доли исповедуют ислам и христианство, сохраняются пережитки язычества. В 1990-х — 2000-х годах среди буруанцев происходили столкновения на межконфессиональной почве.

## Численность и расселение

Этнографическая карта Буру: ареал расселения буруанцев выделен жёлтым цветом

Общая численность — около 48 тысяч, из них бо́льшая часть — на острове Буру. Являются наиболее многочисленной из туземных народностей Буру, составляют более четверти современного населения острова (около 165 тысяч человек на 2012 год). За пределами Буру наиболее значительное количество буруанцев проживает на острове Амбон — около 2000 человек, по несколько сотен живет на некоторых других островах индонезийской провинции Малуку и в столице страны Джакарте. Небольшая община буруанцев имеется в Нидерландах — в основном потомки военнослужащих Республики Южно-Молуккских островов (индон. Republik Maluku Selatan), эмигрировавших после присоединения этого самопровозглашенного государства к Индонезии в 1950 году.

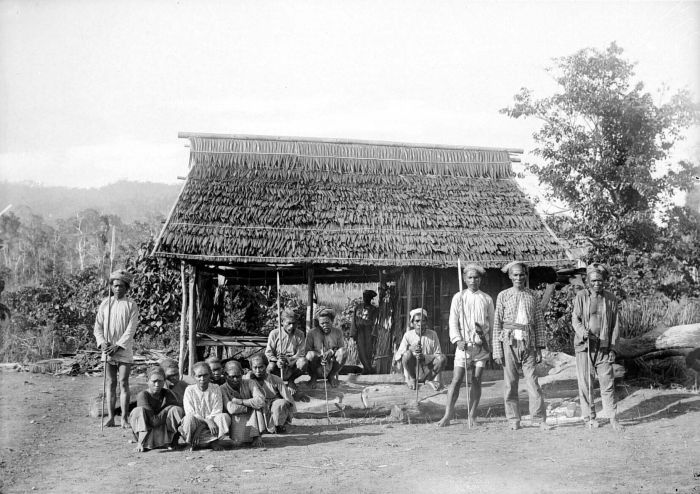
Традиционное жилище буруанцев. Начало XX века

Буруанцы достаточно равномерно проживают практически на всей территории Буру, кроме некоторых участков северного побережья — при том, что в центральной, гористой части острова, плотность их расселения, естественно, значительно ниже, чем на равнинном побережье. Во многих районах острова образуют большинство сельского населения. Значительна доля буруанцев и среди городских жителей, однако в наиболее крупных населенных пунктах — в частности, в Намроле и Намлеа — она постепенно снижается за счёт поселения там выходцев из других районов Индонезии.
В начальный период голландской колонизации острова Буру — в середине XVII века — значительная часть буруанской племенной знати была переселена на восточную оконечность острова, где в последующем стала одной из составляющих в процессе этногенеза народности кайели.
В составе буруанской народности выделяется несколько этнических групп, различающихся по жизненному укладу и языковой специфике — рана (14 258 человек в основном в центральной части острова), масарете (около 9 600 человек в основном на юге острова), ваесама (6 622 человека в основном на юго-востоке острова), фоги (около 500 человек в основном на западе острова).

## Язык
Родным для народности является буруанский язык, принадлежащий к центрально-молуккской ветви центрально-малайско-полинезийских языков. В составе языка выделяется три диалекта, носителями которых являются одноименные этнические группы ра́на, масаре́те и ваеса́ма. Кроме того, часть рана (по разным подсчетам, 3-5 тысяч человек), наряду со своим основным диалектом пользуется так называемым «секретным языком» лигаха́н. Существовавший ранее на западе острова диалект фо́ги в настоящее время считается вымершим.
Лингвистическое различие между буруанскими диалектами относительно невелико. Так, лексическая общность между масарете и ваесама составляет около 90 %, между масарете и рана — 88 %, между ваесама и рана — 80 %.
При том, что в быту большинство буруанцев пользуется преимущественно родными диалектами, значительная их часть, особенно в прибрежных районах и крупных населенных пунктах, на том или ином уровне владеет государственным языком Индонезии — индонезийским. На побережье также в ходу амбонский диалект малайского языка, так называемый мелаю амбон (индон. Melayu Ambon) — широко распространенный на Молуккских островах в качестве лингва-франка (фактически представляет собой упрощенный индонезийский язык с той или иной долей местной лексики).

## Религия
С конфессиональной точки зрения буруанцы не являются однородной общностью: около 30 % из них являются мусульманами-суннитами (в основном жители южной части острова), около 12 % — христианами, преимущественно протестантами (в основном северяне). При этом более половины народности в той или иной мере придерживается традиционных местных верований. В центральных районах острова часть буруанцев открыто исповедует культ верховного божества Опо Геба Снулат и его посланца Набиата.
В конце 1990-х — начале 2000-х годов в контексте тяжелого социально-экономического кризиса и общего обострения этноконфессиональных отношений в Индонезии среди буруанцев участились конфликты на межрелигиозной почве, зачастую накладывавшиеся на традиционные межродовые противоречия. При этом на стороне буруанцев-мусульман нередко выступали их единоверцы — многочисленные мигранты с Явы, в то время, как их противников поддерживали представители христианских народностей с других Молуккских островов, также в значительном количестве проживающие на острове. Наибольшего ожесточения конфликт достиг в деревне Ваинибе (индон. Wainibe), где только за несколько дней декабря 1999 года было убито 43 человека и сожжено не менее 150 жилых домов.

## Образ жизни

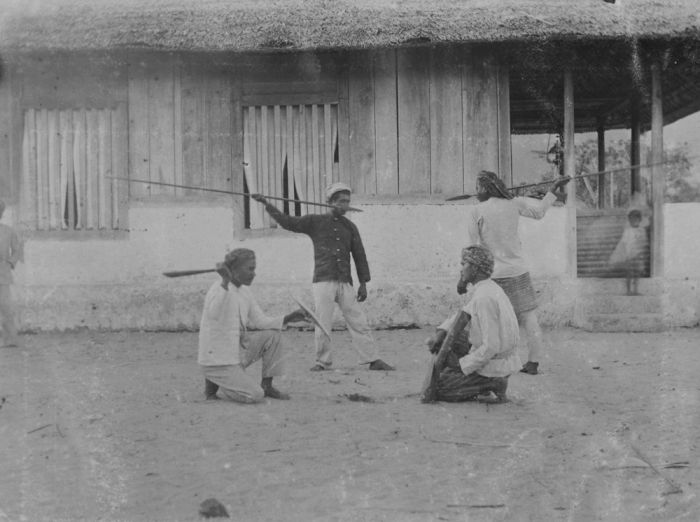
Буруанцы, демонстрирующие владение традиционным оружием — копьями

Основа традиционной социальной организации буруанцев в горных и равнинных районах различна. В первом случае это — патрилинейный локализованный род фе́на, во втором — соседская община не́гри.
Бо́льшая часть буруанцев занята в различных отраслях сельского хозяйства, прежде всего — в земледелии. Наиболее распространенные культуры — рис, кукуруза, саго, батат, а также пряности — гвоздика, мускатный орех и эвкалиптовое дерево, из побегов которого изготовляется ароматическое масло.
Во внутренних районах широко практикуется охота (основные промысловые виды — дикая свинья-бабирусса, олень, кускусы), на побережье — рыболовство (основной промысловый вид — тунец). По мере экономической модернизации острова Буру растущее число буруанцев получают работу в сфере услуг и на промышленных предприятиях.
Традиционные жилища буруанцев — каркасные дома из бамбука, часто на сваях. Крыши кроются пальмовыми листьями или тростником, в настоящее время всё большее распространение получает черепица. Национальный костюм буруанцев по фасону сходен с одеждой большинства народов Индонезии — саронг и длиннополая рубаха у мужчин, саронг и более короткая кофта у женщин. При этом расцветка одежды и элементы декора у масарете, ваесама и рана различаются достаточно существенно.
Традиционное оружие буруанцев — прямой тесак паранг и небольшое копье. В прошлом буруанцы пользовались на Молукках славой искусных копьеметателей.